# 世羅高原農場

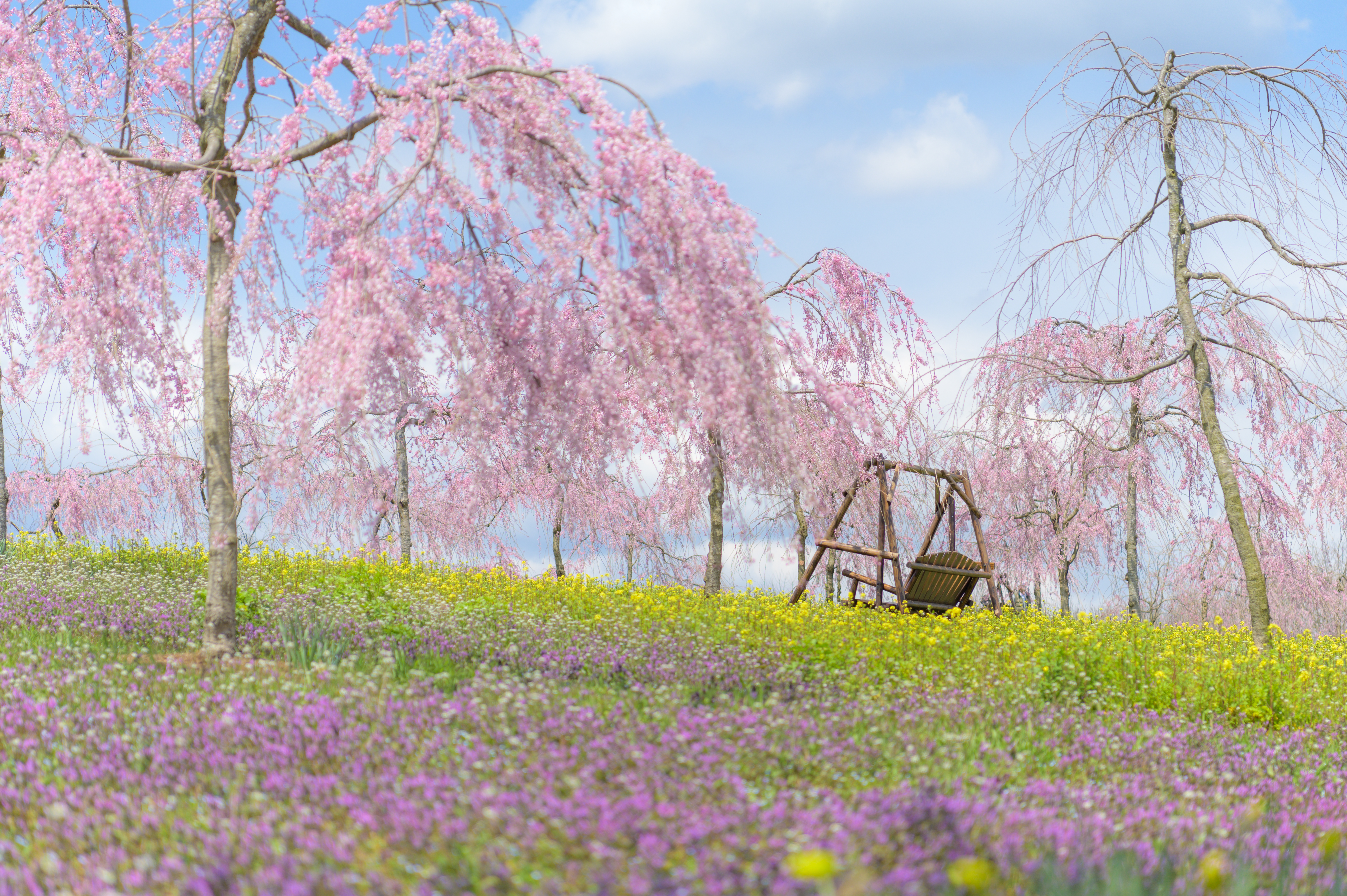
世羅高原農場の桜

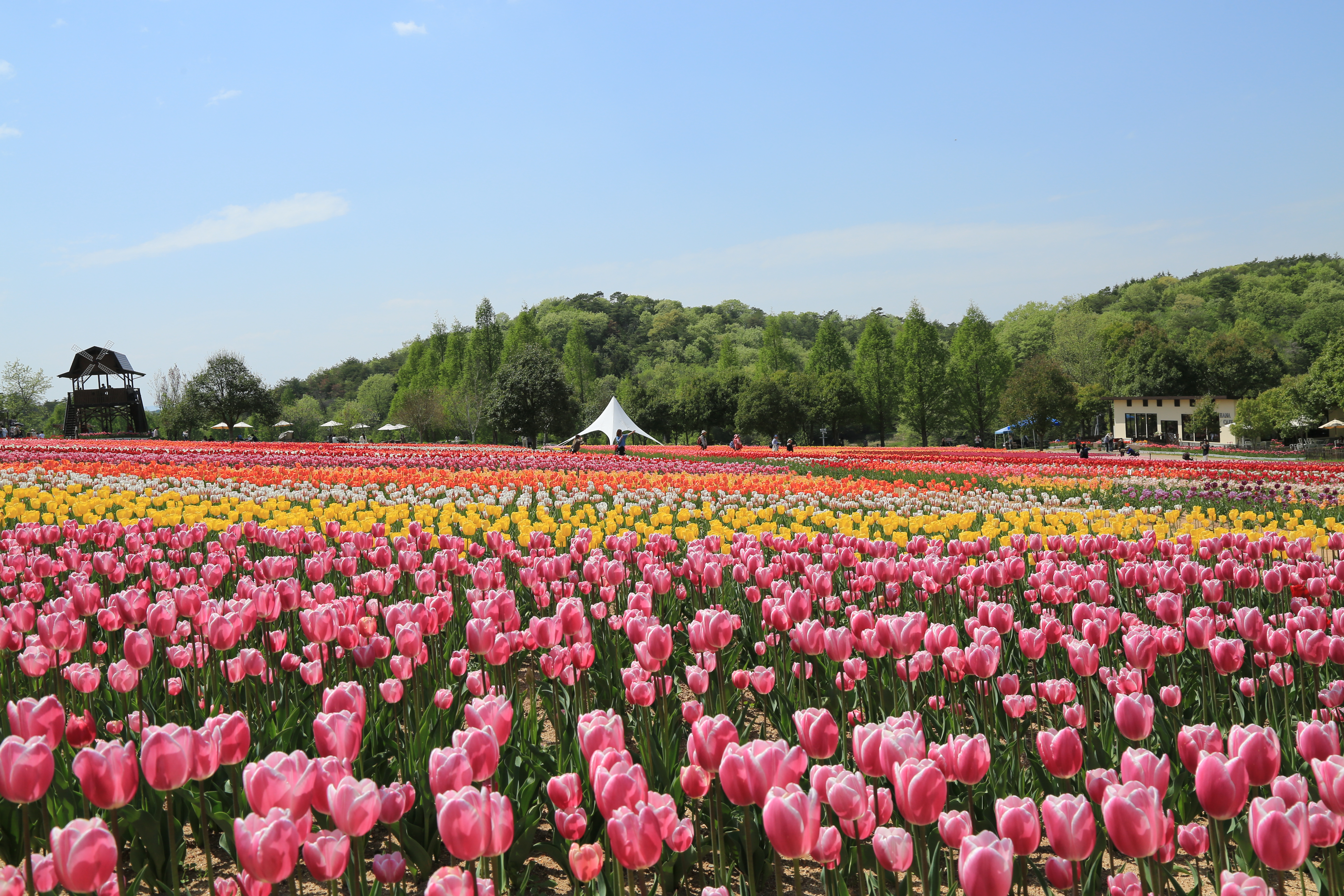
世羅高原農場のチューリップ

世羅高原農場（せらこうげんのうじょう） は、広島県世羅郡世羅町にある花の観光農園である。

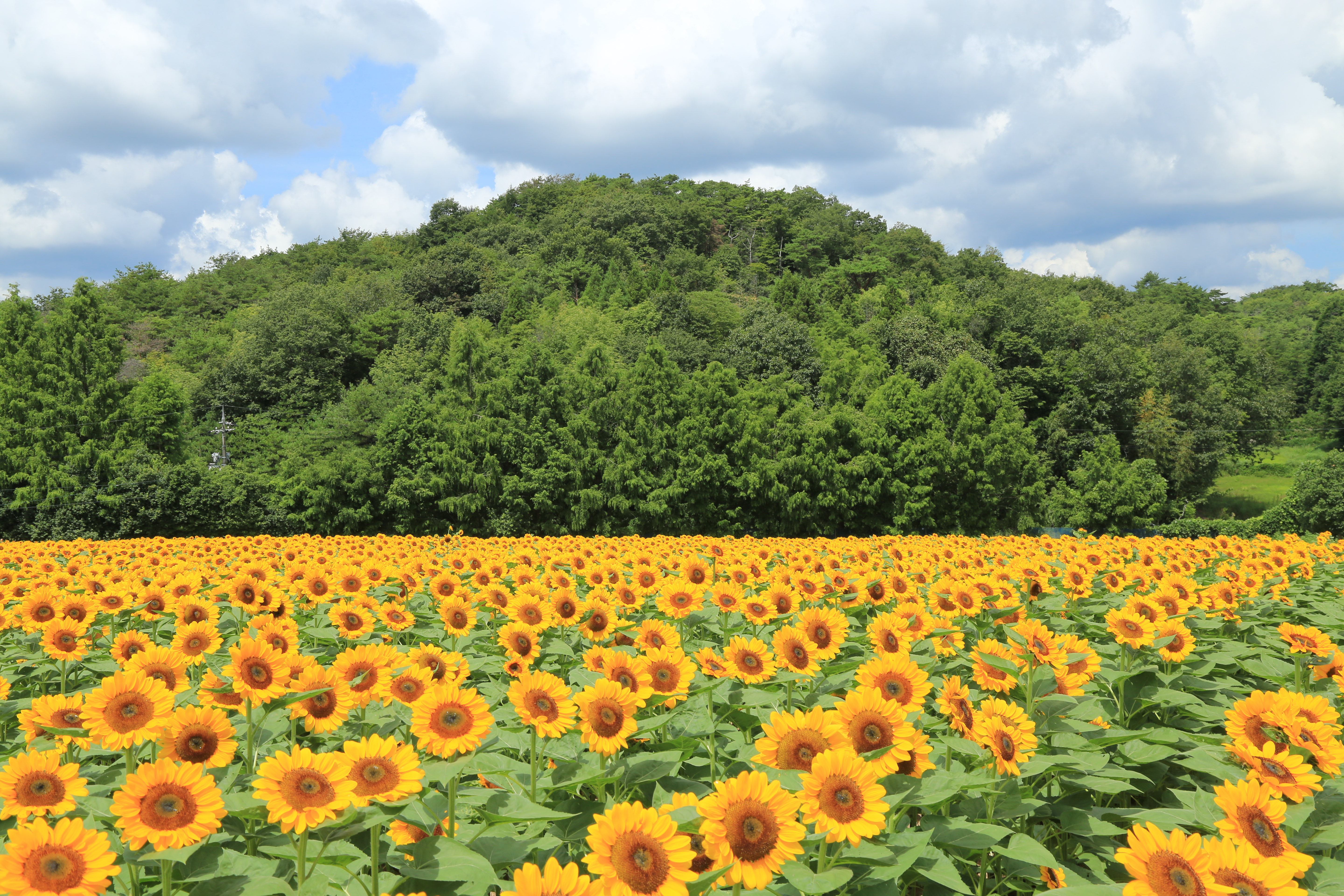
世羅高原農場のひまわり

運営会社の「株式会社 世羅高原農場」はそのほかにも世羅町内の花観光農園の運営を行っている。

## 概要

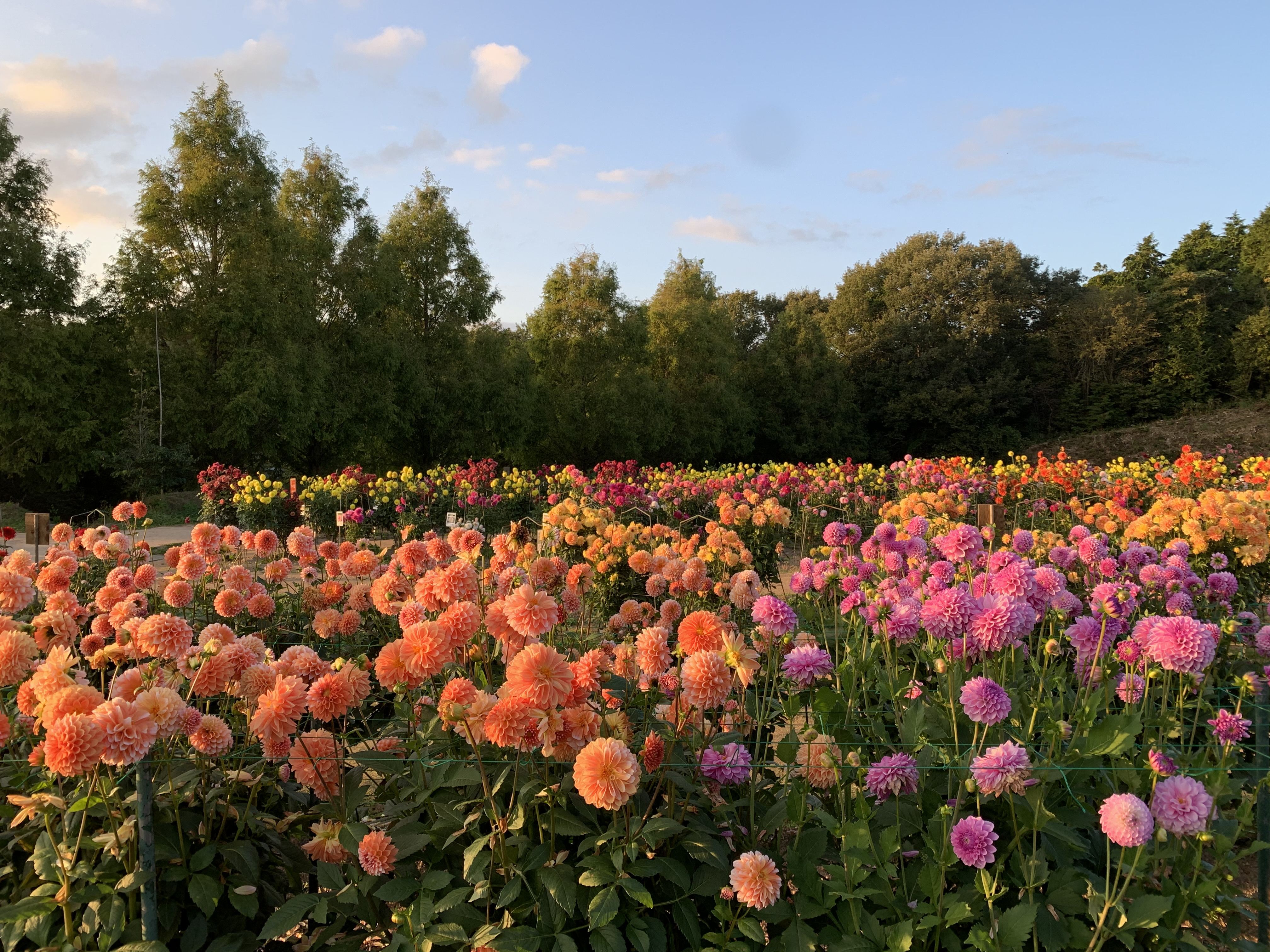
世羅高原農場のダリア

園内総面積約15万㎡という広大な敷地の中、春はしだれ桜＆75万球のチューリップ、夏は110万本のひまわり、秋は550品種7500株のダリアと1万2千株のガーデンマムが咲き誇る花の観光農園。 
中でも日本最大20万球で描くチューリップの花絵は圧巻。
園内では地元食材を使ったご当地フード「せらバーガー」や、手作り体験イベントなども楽しめる。

系列農園はそのほかに３つある。
「Flower village 花夢の里」春に芝桜45万株とネモフィラ100万本が楽しめる。
「そらの花畑 世羅高原花の森」初夏・秋に135品種7200株のイングリッシュローズが楽しめる。
「せらふじ園」春に1200本のふじが楽しめる。

## 沿革
- 1978年　葉タバコ生産組合「農事組合法人　旭鷹（きょくほう）農園」としてスタート
- 1990年　葉タバコを縮小し、切花生産を始める
- 1994年　ひまわりを初めて植える。農場のシンボルとなる手づくりの風車を建てる
- 1995年　チューリップの観光農園としてスタート。大根まつり開催
- 2002年　初めての花園結婚式を行う
- 2005年　初恋の丘誕生。秋のダリア祭始まる。年間入場者数10万人を超える
- 2007年　みはらしの丘誕生。30周年を機に「農事組合法人　世羅高原農場」と名称変更
- 2009年春　20万本のチューリップで“花絵”を描く。秋、ダリア3000輪を敷きつめた花絵を作成。年間入場者14万人を超える

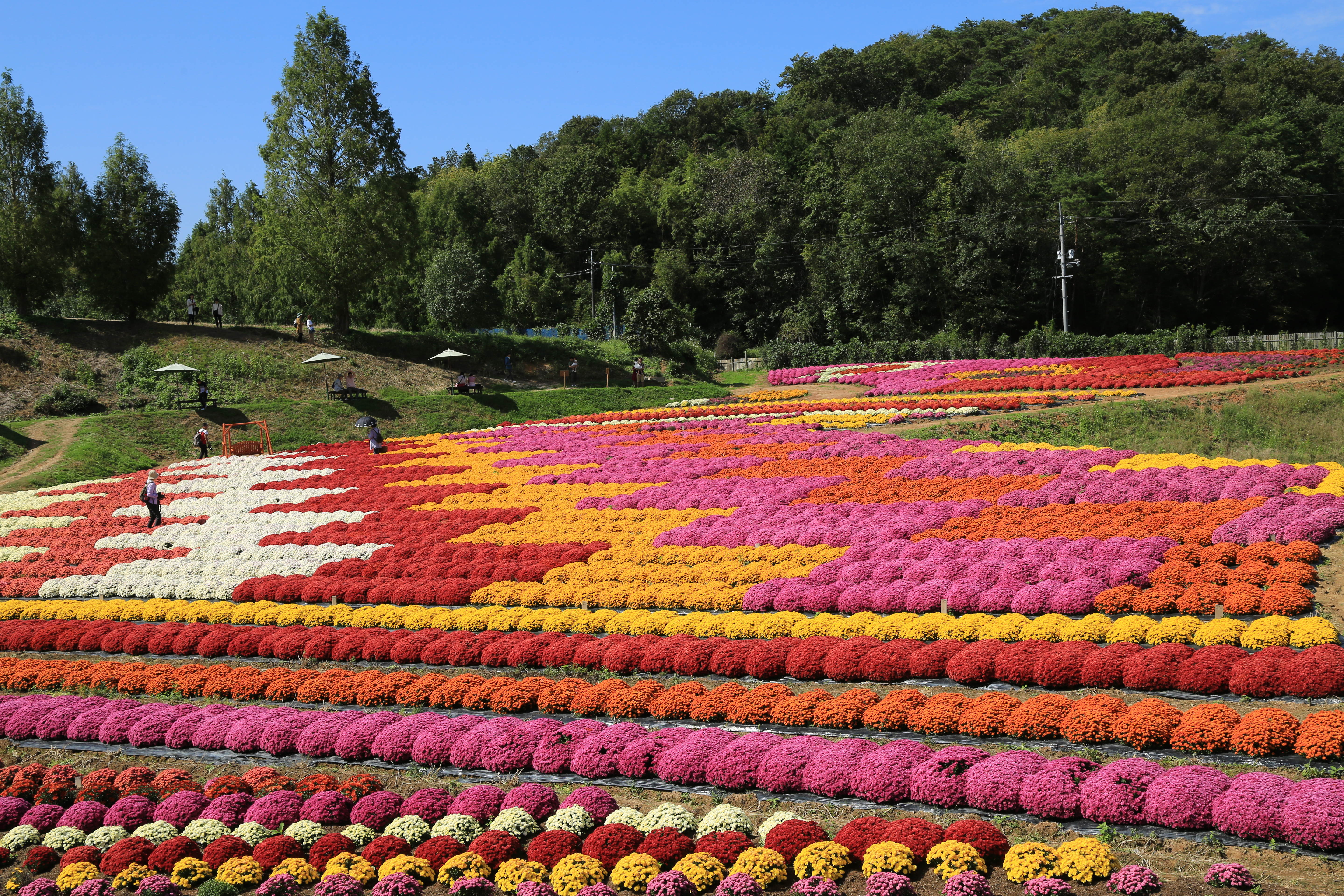
世羅高原農場のガーデンマム

- 世羅高原農場のガーデンマム2012年　30,000㎡の新しい花の丘「千本桜の丘」整備始まる。 年間入場者15万人を超える
- 2013年　年間入場者18万人を超える
- 2014年　花の展望台完成
- 2015年　花観光開園20周年 春、過去20年の延べ入場者数200万人達成。 夏、5,000㎡の新しい花畑が誕生
- 2016年　食の活性化プロジェクト「せらバーガープロジェクト」始動
- 2017年　「Flower village 花夢の里」「そらの花畑 世羅高原花の森」オープン。３つの花観光農園の運営を始める。
- 2019年　「世羅高原農場」創業40周年・花観光農園25年目。「世羅高原農場」さくら祭りスタート。「世羅高原キャンドルナイト」スタート。
- 2020年　「株式会社 世羅高原農場」に組織変更
- 2021年　「せらふじ園」オープン。４つの花観光農園の運営を始める。

## 施設
- 花カフェ
- 農場レストラン
- 花ショップ
- 花屋台
- フォレストショップ
- バーガーショップ
- 農場焼き屋台
- 無料駐車場1000台

## 規模
- 園内総面積：約15万㎡
  - 花植栽面積：桜約3万㎡、チューリップ約6.5万㎡、ひまわり約6.5万㎡、ダリア約1.5万㎡、ガーデンマム約1㎡

## 周辺
付近一帯は、世羅高原で農園が多く集まっている。

### 交通
- 山陽自動車道尾道・三原久井の各ICから約40分
- 中国自動車道三次ICから約40分

## 主な品種
- 桜
- チューリップ
- ひまわり
- ダリアとガーデンマム
- 大根